# 1040-ві до н. е.

## Події
Бл. 1046 року до н. е. — повалення династії Шан, початок династії Чжоу в Китаї.

## Правителі
- фараони Єгипту Аменемнісу та Псусеннес I;
- цар Ассирії Ашшур-націр-апал I;
- царі Вавилонії Адад-апла-іддін та Мардук-аххе-еріба;
- вани Китаю Чжоу-сінь, У-ван та Чен-ван.